# Denemarken op het Eurovisiesongfestival 2002
Denemarken werd op het Eurovisiesongfestival 2002 in Tallinn vertegenwoordigd door Malene Mortensen met het lied Tell me who you are. Het was de 32ste deelname van Denemarken aan het songfestival. 
De inzending werd gekozen op 9 februari 2002 tijdens de Dansk Melodi Grand Prix, gezongen in het Deens als Vis mig hvem du er. Voor het songfestival werd het lied in het Engels gezongen.

## Resultaat
De Dansk Melodi Grand Prix werd gehouden in Cirkusbygningen in Herning en werd gepresenteerd door Michael Carøe en Signe Svendsen.
In totaal namen 10 artiesten deel aan deze finale.
In een eerste ronde vielen vijf artiesten af, en in de tweede ronde werd de winnaar gekozen door vier regionale jury's, SMS-voting en een expertjury.

| Volgorde | Artiest                   | Lied             | Punten | Plaats |
| -------- | ------------------------- | ---------------- | ------ | ------ |
| 1        | Sommerregn                | Luna Park        | 52     | 2de    |
| 2        | Mon du falder ned         | U.F.O.           | -      | -      |
| 3        | Medie show                | Jeanett Debb     | -      | -      |
| 4        | Alle dage er en fredag    | Morten Fleck     | 42     | 4de    |
| 5        | Alt mellem himmel og jord | Neighbours       | 52     | 2de    |
| 6        | Det' på tide              | Bjarne Langhoff  | -      | -      |
| 7        | Helt derinde              | Tine B.          | -      | -      |
| 8        | Aldrig min igen           | Mads Broe        | -      | -      |
| 9        | Som en drøm               | Pætur við Keldu  | 30     | 5de    |
| 10       | Vis mig hvem du er        | Malene Mortensen | 60     | 1ste   |

## In Tallinn
Denemarken moest tijdens het songfestival als 14de aantreden, na Finland en voor Bosnië en Herzegovina. Aan het einde van de puntentelling bleek dat Mortensen op de 24ste en laatste plaats was geëindigd met 7 punten. Het was de eerste en tot op heden enige keer dat Denemarken laatste werd op het Eurovisiesongfestival.
België had geen punten over voor deze inzending en Nederland deed niet mee in 2002.

### Gekregen punten

#### Finale
| 12 punten | 10 punten | 8 punten | 7 punten | 6 punten                     |
| --------- | --------- | -------- | -------- | ---------------------------- |
|           |           |          |          |                              |
| 5 punten  | 4 punten  | 3 punten | 2 punten | 1 punt                       |
|           | - Israël  |          |          | - Litouwen - Malta - Turkije |

### Punten gegeven door Denemarken

#### Finale
Punten gegeven in de finale:
| 12 punten | Malta                 |
| 10 punten | Zweden                |
| 8 punten  | Estland               |
| 7 punten  | Letland               |
| 6 punten  | Verenigd Koninkrijk   |
| 5 punten  | Frankrijk             |
| 4 punten  | België                |
| 3 punten  | Finland               |
| 2 punten  | Bosnië en Herzegovina |
| 1 punt    | Israël                |

1957 · 1958 · 1959 · 1960 · 1961 · 1962 · 1963 · 1964 · 1965 · 1966 · 1967-1977 · 1978 · 1979 · 1980 · 1981 · 1982 · 1983 · 1984 · 1985 · 1986 · 1987 · 1988 · 1989 · 1990 · 1991 · 1992 · 1993 · 1994 · 1995 · 1996 · 1997 · 1998 · 1999 · 2000 · 2001 · 2002 · 2003 · 2004 · 2005 · 2006 · 2007 · 2008 · 2009 · 2010 · 2011 · 2012 · 2013 · 2014 · 2015 · 2016 · 2017 · 2018 · 2019 · 2020 · 2021 · 2022 · 2023 · 2024 · 2025